# Spasie
Spasie (ok. 412 m)  – dwuwierzchołkowe wzniesienie po północno-wschodniej stronie zabudowanego obszaru miejscowości Klucze, w województwie małopolskim, w powiecie olkuskim, w gminie Klucze. Znajduje się na Wyżynie Olkuskiej będącej częścią Wyżyny Krakowsko-Częstochowskiej. 
Wzniesienie porasta rzadki las.

## Szlak turystyczny
Klucze – Marglok – Kamyk – Spasie – Maniakówka – Jaroszowiec.